# Copytus
Copytus is een geslacht van kreeftachtigen uit de klasse van de Ostracoda (mosselkreeftjes).

## Soorten
- Copytus baculoides (Brady, 1890) Teeter, 1975
- Copytus caligula Skogsberg, 1939
- Copytus cretaceous Echevarria, 1988 †
- Copytus elongatus Benson, 1964
- Copytus ezcurraensis Blaszyk, 1987 †
- Copytus fusiformis (Yassini, 1980) Witte, 1993
- Copytus laevata (Brady, 1880) Skogsberg, 1939
- Copytus malumiani Echevarria, 1987 †
- Copytus novaezealandiae (Brady, 1898) Eagar, 1971
- Copytus posterosulcus Wang (Pin-Xian), 1985 †
- Copytus pseudoelongatus Ayress, 1995 †
- Copytus rara McKenzie, 1967